# Microsoft Lumia 535
Le Microsoft Lumia 535 est un smartphone conçu et assemblé par le constructeur Microsoft Mobile. Il fonctionne sous le système d'exploitation Windows Phone 8.1 mais peut être sous Windows 10 aussi. 
Il est sorti en novembre 2014 et est le 1er smartphone Lumia commercialisé sous la marque « Microsoft », la branche mobile de Nokia ayant en effet été racheté par Microsoft en avril 2014.
Le 16 mai 2015, Microsoft a publié son successeur, le Microsoft Lumia 540, avec un meilleur affichage et une caméra améliorée, mais ce modèle n'est pour l'instant disponible que dans certains pays émergents.